# Емпајер стејт билдинг
Емпајер стејт билдинг (енгл. Empire State Building) је облакодер у граду Њујорку. Зграда је висока 443.2 m и има 102 спрата. Дизајнирали су је Шрив, Лем и Хармон, и изграђена је 1931. године. Зграда је добила име по надимку државе Њујорк, који је непознатог порекла. У периоду од 1931. до 1972. је била највиша зграда на свету. Према подацима из 2017. године зграда је 5. по висини међу комплетираним небодерима у Сједињеним Државама и 28. највиша зграда на свету. Она је исто тако 6. највиша самостална структура у Америкама. Америчко Удружење Грађевинара је прогласило Емпајер стејт билдинг за једно од седам модерних Светских чуда. Зграда такође припада Светској Федерацији Великих Зграда.
Локација Емпајер стејт билдинга, на западној страни Пете авеније између Западне 33. и 34. улице, је првобитно је била део фарме из раног 18. века. У касним 1820-тим, тај простор је дошао у посед истакнуте породице Астор, тако да су потомци Џона Џејкова Астора ту изградили Валдорф–Асторија хотел током 1890-их. До 1920-их, фамилија је продала застарели хотел и локација је индиректно завршила под власништвом Емпајер стејт инк., пословног подухвата у коме су учествовали бизнисмен Џон Џ. Раскоб и бивши гувернер Њујорка Ал Смит. Оригинални дизајн за Емпајер стејт билдинг је био за пословну зграду са 50 спратова. Међутим, након петнаест ревизија, коначни дизајн је прерастао у зграду са 86 спратова високу 1.250 стопа, са ваздушним јарболом на врху. То је осигурало да она буде највиша зграда на свету, надмашујући Крајслерову зграду и 40 Вол Стрит, два друга небодера у Менхетну који су били у изградњи у то време, и који су се такмичили висински премац.
Демолирање Валдорф–Асторије је почело октобра 1929, а темељи Емпајер стејт билдинга су били ископани пре него што је рушење било завршено. Изградња на самој згради почела је 17. марта 1930. године, са просечном стопом изградње од једног спрата дневно. Добро координиран распоред омогућио је да 86 спратова буду закровљени 19. септембра, шест месеци након почетка изградње, а јарбол је завршен 21. новембра. Од тог тренутка, унутрашњи рад је настављен брзим темпом и зграда је отворена 1. маја 1931, тринаест и по месеци након што је постављен први челични стуб. Упркос публицитета око изградње зграде, њени власници нису успели да остваре профит до почетка 1950-их. Међутим, она је од самог почетка била популарна туристичка атракција, са око 4 милиона посетилаца у опсерваторијама зграде на 86. и 102. спрату сваке године.
Емпајер стејт билдинг се одржала као највиша зграда на свету готово 40 година, све до завршетка северног торња Светског трговинског центара у Нижем Менхетну крајем 1970. Након напада 11. септембра 2001. поново је била највиша зграда у Њујорку, док нови Светски трговински центар 1 није завршен априла 2012.

## Локација
Емпајер стејт зграда је лоцирана на западној страни броја 350 Пете авеније у Менхетну, између 33. и 34. улице. Мада је физички лоцирана у Саут Мидтауну, мешовитој стамбеној и комерцијалној области, зграда је толико велика да јој је додељен сопствени поштански код, 10118; она је једна од 43 зграде у Њујорк Ситију које имају сопствени ЗИП код. Област на југу и западу карактеришу друге значајне знаменитости Менхетна, укључујући Мејси'с код Хералд сквера на Шестој авенији и 34. улици, Корејатаун у 32. улици између Пете и Шесте авеније, Пен стејшон и Медисон сквер гарден на Седмој авенији између 32. и 34. улице, и Флауер дистрикт у 28. улици између Шесте и Седме авеније. Најближе станице Њујоршког метроа су 34. Стрит–Хералд сквер Square код Шесте авеније и Бродвеја, један блок западно, и 33. улица код Парк авеније, два блока источно. Постоји и  станица код 33. улице и Шесте авеније.
Источно од Емпајер стејт билдинга је Мари Хил, насеље са мешовитим стамбеним, комерцијалним и забавним садржајем. Један блок источно од Емпајер стејт билдинга, на Мадисон авенији код 34. улице, је Научна, индустријска и пословна библиотека која је у оквиру Јавне библиотеке Њујорка. Она је лоцирана у истом блоку као и Градует центар Градског универзитета Њујорка.

## Архитектура
Висина Емпајер стејт билдинга до 102. спрата је 1.250 ft (381 m), 1.453 ft 8 9⁄16 in (443,092 m) укључујући 203 ft (61,9 m) шиљата купу. Зграда има 85 спратова комерцијалног и канцеларијског простора који представљају укупно 2.158.000 sq ft (200.500 m2) рентабилног простора. На 86. спрату се налази затворени и отворени простор за посматрање, што је највиши спрат унутар самог торња. Преосталих 16 спратова су део Арт деко шиљате куле, која се завршава опсерваторијом на 102. спрату. Шиљата кула је шупља без подова између нивоа 86 и 102. На врху торња је 203 ft (61,9 m) шиљати стуб, највећи део кога је покривен антенама за емитовање, и кога надвишава громобран.
Према званичним подацима зграда се издиже 1.860 стопа од првог до 102. спрата, тежи 365.000 short tons (331.122 t), има унутрашњу запремину од 37.000.000 cu ft (1.000.000 m3), и екстеријер са 200.000 cu ft (5.700 m3) кречњака и гранита. За конструкцију екстеријера торња било је потребно десет милиона цигала и 730 short tons (650 long tons) алуминијума и нерђајућег челика, а за ентеријер је утрошено 1.172 mi (1.886 km) кабла за лифт и 2.000.000 ft (609.600 m) електричних жица. Зграда има капацитет од 20.000 станара и 15.000 посетилаца.
Зграда је названа једним од Седам чуда модерног света од стране Америчког друштва грађевинских инжењера. Комисија за очување знаменитости Њујорка је именовала ову зграда и унутрашњост њеног спрата на нивоу улице за знаменитост, и то је потврдио Одбор за процене Њујорк Ситија. Ова зграда је означена као Национално историјско обележје 1986. године. Она је била рангирана као број један на AIA списку Америчке омиљене архитектуре 2007. године.